# RAMBO
RAMBO (аббревиатура от англ. 'Right After the Manhattan Bridge Overpass', дословно: Проезд за Манхэттенским Мостом) — небольшой район в северо-западном Бруклине, штат Нью-Йорк, США. С запада район ограничен Флэтбуш авеню, с юга — Тиллари стрит, с севера и с востока — Федеральной трассой «Route 278».
Исторически район был известен, как «Площадь перед мостом» и входил в состав района Винегар Хилл. В 1950-х годах в связи с открытием Федеральной трассы «Route 278»,
площадь оказалась отрезана от Винегар Хилл и стала существовать как отдельный район.